# Arlenis Sierra
Arlenis Sierra Cañadilla (Manzanillo, 12 de julio de 1992) es una ciclista profesional cubana especialista tanto en ciclismo en ruta como en ciclismo en pista. Actualmente milita en el Movistar Team, equipo ciclista femenino de España de categoría UCI Women's WorldTeam, máxima categoría femenina del ciclismo en ruta a nivel mundial.
Desde 2016 obtuvo victorias fuera de su continente -en la prueba en carretera del Tour de Bretaña femenino- por lo que en 2017 pasó a ser profesional con el Astana Women's Team. Antes de fichar por el Astana participaba en las pruebas internacionales con la Selección de Cuba o con el Centro Mundial de Ciclismo (selección que aglutina promesas de diferentes países de fuera de Europa particularmente de los países en vías de desarrollo).
Participó en la prueba en ruta de los Juegos Olímpicos de Río de Janeiro 2016 donde finalizó 28.ª. Estuvo presente en la prueba en ruta de los Juegos Olímpicos de Tokio 2020, donde alcanzó el lugar 34.

## Palmarés

### Ruta
2011 (como amateur)
- Juegos Panamericanos en Ruta

2012 (como amateur)
- 2.ª en el Campeonato de Cuba en Ruta

2013 (como amateur)
- Campeonato Panamericano en Ruta

2014 (como amateur)
- 1 etapa del Tour Femenino de San Luis
- Campeonato Panamericano en Ruta
- 2.ª en el Campeonato de Cuba Contrarreloj
- Campeonato de Cuba en Ruta

2015 (como amateur)
- 2.ª en el Campeonato Panamericano en Ruta
- Campeonato de Cuba en Ruta

2016 (como amateur)
- 1 etapa del Tour Femenino de San Luis
- Vuelta Femenina a Costa Rica, más 2 etapas
- Campeonato de Cuba en Ruta
- 2.ª en el Campeonato Panamericano en Ruta
- Tour de Bretaña femenino, más 2 etapas

2017
- 1 etapa de la Setmana Ciclista Valenciana
- Campeonato de Cuba Contrarreloj
- Campeonato de Cuba en Ruta
- Vuelta Femenina a Costa Rica, más 3 etapas

2018
- Campeonato Panamericano en Ruta
- 1 etapa del Tour de California
- 2.ª en el Campeonato de Cuba en Ruta
- Juegos Centroamericanos y del Caribe Contrarreloj
- 1 etapa del Tour Cycliste Féminin International de l'Ardèche
- Tour de Guangxi Femenino

2019
- Cadel Evans Great Ocean Road Race
- 4 etapas de la Vuelta Femenina a Guatemala
- Campeonato de Cuba Contrarreloj
- Campeonato de Cuba en Ruta
- Juegos Panamericanos en Ruta
- Giro de la Toscana-Memorial Michela Fanini, más 1 etapa

2020
- 1 etapa del Herald Sun Tour

2021
- Clásica Féminas de Navarra
- Giro de la Toscana-Memorial Michela Fanini, más 2 etapas
- 1 etapa del Tour Cycliste Féminin International de l'Ardèche
- Tres Valles Varesinos

2022
- Vuelta a Andalucía, más 2 etapas
- Campeonato Panamericano en Ruta
- 1 etapa del Tour de Romandía

2023
- Juegos Centroamericanos y del Caribe Contrarreloj
- Juegos Centroamericanos y del Caribe en Ruta
- Campeonato de Cuba Contrarreloj
- Campeonato de Cuba en Ruta
- 2.ª en los Juegos Panamericanos Contrarreloj

2024
- 1 etapa de la Vuelta a Andalucía
- Campeonato de Cuba Contrarreloj
- Campeonato de Cuba en Ruta

### Pista
2013
- Campeonato Panamericano Persecución por Equipos (haciendo equipo con Yudelmis Domínguez y Marlies Mejías
- Copa Cuba Persecución por Equipos (haciendo equipo con Yudelmis Domínguez, Yumari González y Marlies Mejías)
- Copa Cuba Puntuación

2014
- Juegos Centroamericanos y del Caribe en Pista
  -  Oro en Persecución por equipos (junto con Yudelmis Domínguez, Yumari González y Marlies Mejías)
  -  Bronce en Scratch

2015
- Copa Cuba Scratch
- 3.ª en el Campeonato Panamericano Puntuación
- 3.ª en el Campeonato Panamericano Scratch
- Cali Scratch

2016
- 3.ª en el Campeonato Panamericano Scratch
- 2.ª en el Campeonato Panamericano Puntuación
- 3.ªen el Campeonato Mundial de Ciclismo en Pista de 2016
  - Bronce

2018
- Juegos Centroamericanos y del Caribe en Pista
  -  Oro en Persecución por equipos (junto con Yudelmis Domínguez)
  -  Oro en Madison
  -  Plata en Persecución individual
  -  Bronce en Prueba por puntos

2019
- Juegos Panamericanos
  -  Bronce en Ómnium

## Resultados en Grandes Vueltas y Campeonatos del Mundo
Durante su carrera deportiva ha conseguido los siguientes puestos en las Grandes Vueltas femeninas y en los Campeonatos del Mundo en carretera:
| Carrera              | Carrera              | 2017 | 2018 | 2019 | 2020 | 2021 | 2022 | 2023 | 2024 |
| -------------------- | -------------------- | ---- | ---- | ---- | ---- | ---- | ---- | ---- | ---- |
|                      | Giro de Italia       | 10.ª | —    | —    | 42.ª | Ab.  | Ab.  | —    | 56.ª |
|                      | Tour de l'Aude       | X    | X    | X    | X    | X    | X    | X    | X    |
|                      | Tour de Francia      | X    | X    | X    | X    | X    | 27.ª | —    | —    |
| Mundial en Ruta      | Mundial en Ruta      | —    | 27.ª | 12.ª | 39.ª | 5.ª  | 6.ª  | 53.ª | —    |
| Mundial Contrarreloj | Mundial Contrarreloj | —    | —    | —    | 23.ª | —    | —    | —    | —    |

—: no participa
Ab.: abandono

X: ediciones no celebradas

## Equipos
- Astana/A.R. Monex (2017-2021)
  - Astana Women's Team (2017-2020)
  - A.R. Monex Women's Pro Cycling Team (2021)
- Movistar Team (2022-)